# 广州市铁一小学
廣州市越秀區鐵一小學，簡稱「鐵一小」，舊稱廣州市鐵路第一小學，是中國廣東省廣州市越秀區一所小學。

## 歷史
該校成立於1952年，立校之初為中國鐵路廣州局集團附屬的子弟學校，給集團員工及其家屬提供基礎教育。2004年移交廣州市政府辦學，改為現名。
2011年，與鐵一小學一牆之隔的廣州市梅花中學（舊稱：廣州市鐵路第四中學）被撤銷辦學，原校園土地被納入鐵一小學內。
2024年牽頭組建教育集團，核心成員包括該校以及五羊小學、楊箕小學